# Tanytarsus ogasaquartus
Tanytarsus ogasaquartus är en tvåvingeart som beskrevs av Sasa och Suzuki 1997. Tanytarsus ogasaquartus ingår i släktet Tanytarsus och familjen fjädermyggor. Inga underarter finns listade i Catalogue of Life.